# Киборг-полицейский 3
«Киборг-полицейский 3» (англ. Cyborg Cop 3) — кинофильм. Фильм снят режиссёром Йосси Вайном по мотивам предыдущих двух фильмов режиссёра Сэма Ферстенберга. Фильм описывает противостояние людей-полицейских и киборгов — человекороботов.
Премьера фильма состоялась 16 апреля 1996 года в США. Фильм содержит сцены насилия и «крепкие фразы».
Фильм распространялся на видеокассетах (VHS) и  DVD, в авторском (одноголосом) переводе Андрея Гаврилова.

## Сюжет
Компания Дельтатех изготовляет киборгов. Об этом узнаёт тележурналистка Эвелин Рид — она хочет подготовить телерепортаж и разоблачить злодеев. Для того чтобы помешать журналистке и избежать международного скандала на предприятие отправляются два спецагента Макс и Святой, помощники федерального маршала.
Агенты слишком увлекаются преследованием своей жертвы, и на них обрушивается армия андроидов. Теперь Макс и Святой должны попытаться остановить эксперименты безумного ученого, который планирует сделать из своих студентов киборгов-убийц.

## Интересные факты
- Название фильма не отражает содержание фильма — в этом фильме нет ни одного полицейского-киборга.

## В ролях
- Фрэнк Загарино - Святой
- Брайан Джинесс - Макс
- Дженни МакШейн - Эвелин Рид
- Ян Робертс - Шин
- Джастин Иллюжн - Адам
- Майкл Браннер - доктор Фелпс

## Съёмочная группа
- Режиссёр: Йосси Уайн
- Сценарий: Джефф Элберт, Деннис Димстер-Денк
- Продюсер: Дэнни Лернер
- Оператор: Род Стюарт
- Композитор: Сэм Скляр
- Монтаж: Мэк Эррингтон

## Другие названия
- США: Terminal Impact
- Испания: Almas de acero

### Русскоязычные
- «Киборг-полицейский 3» на сайте Фильм. Ру

### Другие
- «Киборг-полицейский 3» (англ.) на сайте Internet Movie Database
- ««Киборг-полицейский 3»» (англ.) на сайте Rotten Tomatoes
- «Киборг-полицейский 3» (англ.) на сайте AllMovie